# Polyscias terminalia
Polyscias terminalia är en araliaväxtart som beskrevs av Luciano Bernardi. Polyscias terminalia ingår i släktet Polyscias och familjen araliaväxter. Inga underarter finns listade.